# Передкарпатський соленосний басейн
Передкарпатський соленосний басейн — група родовищ кам'яної і калійної солей на південному заході України, у межах Львівської, Івано-Франківської і Чернівецької областей. У геоструктурному відношенні пов'язаний з Передкарпатським прогином. Поклади солей — у відкладах міоценового віку. Потужність соленосної товщі понад 5 тис. м. Коефіцієнт соленосності до 30 %. Солі залягають переважно у вигляді лінз. Кам'яну сіль на Передкарпатті почали видобувати з XIV ст., калійну — з 1826 року. Розробляють Калусько-Голинське і Стебницьке родовища.